# Шульга Микола Федорович
Шульга́ Мико́ла Фе́дорович (15 вересня 1947 — 23 січня 2024, Харків) — радянський і український вчений у галузі обчислювальної фізики. Доктор фізико-математичних наук (1987), професор (1999). Академік Національної академії наук України (2009). Лауреат Державної премії України в галузі науки і техніки (2002). Генеральний директор Національного наукового центру «Харківський фізико-технічний інститут», директор Інституту теоретичної фізики ім. О. І. Ахієзера, завідувач кафедрою ядерної та медичної фізики фізико-технічного факультету ХНУ.

## Біографія
Микола Федорович Шульга народився 15 вересня 1947 року у місті Харкові. У 1971 році закінчив фізико-технічний факультет Харківського державного університету. Після дворічної строкової служби в армії почав працювати у Харківському фізико-технічному інституті. Тут він у 1977 році захистив кандидатську дисертацію, а у 1987 році — докторську, ставши одним з наймолодших докторів фізико-математичних наук.
У 1986–1995 роках обіймав посаду керівника теоретико-експериментального відділу при відділенні ядерної фізики ХФТІ, де на базі прискорювача електронів виконувалися дослідження з ядерної фізики та фізики взаємодії релятивістських частинок з речовиною. У 1996 році за його ініціативи було засновано Інститут теоретичної фізики імені О. І. Ахієзера ННЦ «ХФТІ», де М. Ф. Шульга став першим директором. З 2004 року є заступником Генерального директора ННЦ «ХФТІ» з наукової роботи.

## Наукова діяльність
М. Ф. Шульга — один з провідних українських вчених у галузі квантової електродинаміки та фізики взаємодії частинок великої енергії з речовиною.
Перше наукове дослідження М. Ф. Шульга виконав ще в університеті, під керівництвом О. І. Ахієзера та П. І. Фоміна, яке було опубліковано у 1971 році в журналі «Письма в ЖЭТФ» під назвою «Когерентне гальмівне випромінювання електронів і позитронів ультрарелятивістської енергії в кристалах».
У науковому доробку М. Ф. Шульги — низка відкриттів та досліджень. Зокрема, він:
- розвинув квазікласичну та класичну теорії когерентного випромінювання релятивістських електронів у кристалах (разом із О. І. Ахієзером), що дало змогу значно розширити галузь застосування теорії Борна про взаємодію швидких частинок з кристалами.
- передбачив ефект стримування гальмівного випромінювання у тонкому шарі речовини (цей ефект отримав назву Терновського-Шульги-Фоміна)
- спрогнозував явище динамічного хаосу в процесі руху швидких частинок у періодичних структурах атомів, що було несподіваним у дослідженні проходження частинок через кристали (разом із Ю. Л. Болотіним, В. Ю. Гончаром та В. І. Трутнем). Таке передбачення відкрило можливість застосування нових математичних методів для дослідження процесів взаємодії частинок з кристалами;
- розвинув теорію низки квантовоелектродинамічних процесів за великих енергій у речовині. Зокрема, була доведена можливість когерентних ефектів у процесах розсіяння та народження нових частинок у кристалах при великих енергіях, завдяки яким потужно зростає ефективність взаємодії частинок з атомами кристалічної ґратки. Ці дослідження встановлюють зв'язок між квантовою електродинамікою і теорією поля, з одного боку, та фізикою твердого тіла — з іншого.
- запропонував і розвинув низку нових математичних методів для опису процесів взаємодії частинок великої енергії з речовиною: багатовимірний квазікласичний метод, метод Фока канонічних перетворень, метод функціонального інтегрування та ін. Результатом цих досліджень стала теорія ефекту Ландау-Померанчука-Мігдала пригнічення гальмівного випромінювання ультрарелятивістських електронів у речовині.
- спрогнозував стохастичний механізм повороту пучків частинок великої енергії за допомогою вигнутих кристалів (разом з А. А. Гриненком), що відкрило нові можливості для відносно простого рішення задачі виведення пучків різних заряджених частинок з прискорювачів.

За ініціативою та безпосередньої участі М. Ф. Шульги було поставлено низку критичних експериментів з перевірки прогнозованих ефектів на прискорювачах CERN (Швейцарія) СЛАК (США), МАМІ та S-DALINAS (Німеччина), а також в ХФТІ.
Наприкінці 1990-х років М. Ф. Шульга разом з О. І. Ахієзером були ініціаторами теоретичних робіт в ННЦ «ХФТІ» з фізики реактора на швидких нейтронах, який працює в режимі хвилі повільного ядерного горіння. Пізніше у цій галузі Ю. П. Мельником, В. В. Пилипенком та С. П. Фоміним почали проводитися інтенсивні дослідження.
М. Ф. Шульга є автором більш ніж 250 наукових праць, у тому числі 7 монографій та монографічних оглядів. Під його науковим керівництвом підготовлено 4 доктора та 8 кандидатів фізико-математичних наук.
Микола Федорович входить до складу Наукової ради НАН України з проблеми «Ядерна фізика та атомна енергетика», Наукової ради країн СНД із застосування методів ядерної фізики у суміжних галузях і до низки Наукових рад ННЦ «ХФТІ» та Харківського національного університету ім. В. Н. Каразіна. Він також є членом редколегій «Українського фізичного журналу», «Вопросов атомной науки и техники», «Вісника Харківського національного університету імені В. Н. Каразіна».
На посаді заступника Генерального директора ННЦ «ХФТІ» з наукової роботи М. Ф. Шульга виступає представником України у низці міжнародних проектів з проблем фізики взаємодії частинок великої енергії з кристалічними структурами та фізики високих енергій.
Також входить до складу програмних комітетів низки міжнародних наукових конференцій, а саме: конференції з атомних зіткнень у твердому тілі (ICACS), симпозіуму з випромінювання релятивістських електронів у періодичних структурах (RREPS), щорічної конференції з фізики взаємодії заряджених частинок з кристалами, міжнародної конференції «Channeling». Був головою оргкомітетів міжнародних конференцій з квантової теорії поля та суперсиметрії (SUSY-2000, Харків), квантової електродинаміки і статистичної фізики (QEDSP-2001, 2006, Харків), міжнародної школи для молодих вчених з ядерної фізики та енергетики (Алушта, 2004, 2007).

## Викладацька діяльність
М. Ф. Шульга викладає в Харківському національному університеті, читає лекції з квантової електродинаміки при високих енергіях у речовині (для теоретиків) та з кооперативних ефектів в електродинаміці (для експериментаторів). Також керує філіалом кафедри теоретичної ядерної фізики фізико-технічного факультету ХНУ при ННЦ «ХФТІ».
У 2004 році М. Ф. Шульга був обраний віце-президентом Українського фізичного товариства. За його ініціативою та активної участі у Харкові з 2004 року розпочав свою роботу загальноміський науковий семінар «Сучасні проблеми фізики», що проводиться на базі фізико-технічного факультету Харківського національного університету імені В. Н. Каразіна.
Протягом багатьох років є членом Вищої атестаційної комісії України.

## Нагороди
- Державна премія України у галузі науки і техніки (2002)
- Премія імені О. С. Давидова Національної академії наук України (2000).
- Премія НАН України імені О. І. Ахієзера за підсумками конкурсу 2018 року за цикл праць «Деякі проблеми фізики твердого тіла та квантової електродинаміки»[2].